# Le Monde des Plantes (Académie internationale de géographie botanique)

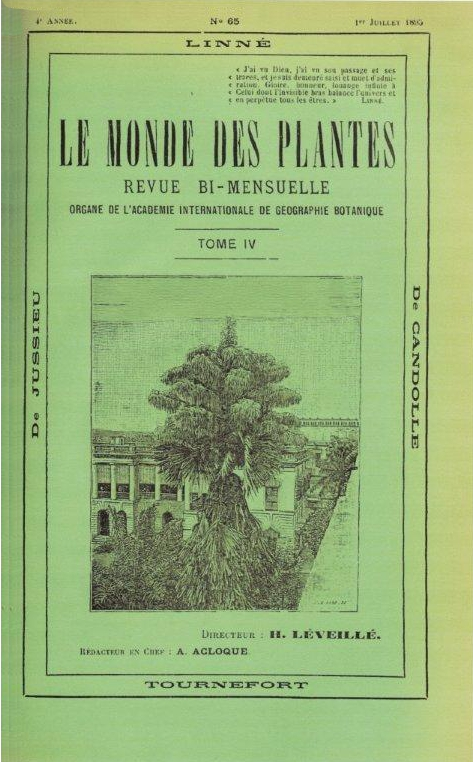
Couverture de la revue 'Le Monde des Plantes, no 65, 1895.

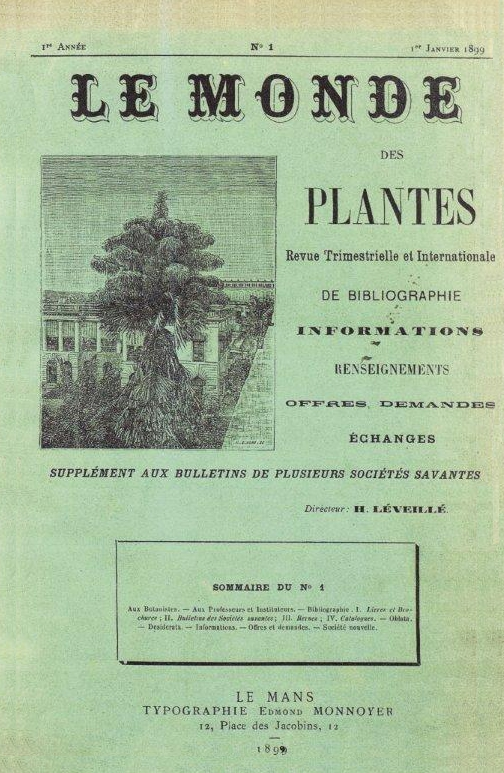
Couverture de la revue 'Le Monde des Plantes, no 1, 1899.

Le Monde des Plantes est une revue de botanique fondée par Mgr Léveillé, à son retour en France métropolitaine, après quatre ans passés en Inde, comme professeur de Botanique au collège de Pondichéry. Le premier numéro paraît le 1er octobre 1891. Elle paraît alors en bimensuel et représente l'organe de l'Académie internationale de géographie botanique ,. Alexandre Acloque en devient le rédacteur en chef en 1894. Cette formule disparaît et la revue renaît, le 1er janvier 1899, à une fréquence trimestrielle, sous le même nom qui deviendra à partir de 1900 "Le Monde des Plantes, Intermédiaire des botanistes". 